# Fjärhanabergen
Fjärhanabergen är ett naturreservat i Karlskoga kommun i Örebro län.
Området är naturskyddat sedan 2009 och är 163 hektar stort. Reservatet gränsar i norr till Stora Lysingen och Lilla Lysingen och består av våtmarker, sumpskog och gammal barrskog.